# Contributo straordinario per l'Europa
Con la denominazione "Contributo straordinario per l'Europa", meglio conosciuta come "eurotassa", viene indicata un'imposta approvata dal Governo Prodi I il 30 dicembre 1996 con un decreto di fine anno che implicava una manovra tributaria di 4 300 miliardi di lire, necessari per ridurre il disavanzo dello Stato dello 0,6% per consentire il rispetto dei parametri di Maastricht ai conti pubblici italiani, permettendo conseguentemente l'ingresso dell'Italia nell'area euro.

## Descrizione
Tale imposta consisteva in un'addizionale alle imposte sul reddito delle persone fisiche e si basava su cinque aliquote progressive (dallo 0% al 3,5%) (su un reddito lordo di 30 milioni di lire, al netto delle eventuali detrazioni, era pari a 278 000 lire). Venne prelevata ai lavoratori dipendenti in nove rate mensili da marzo a novembre 1997; per i lavoratori autonomi, o comunque titolari di redditi oltre a quello da lavoro dipendente, fu previsto un versamento in due rate con scadenza al 31 maggio e al 30 novembre 1997.
Il decreto prevedeva la restituzione del 60% del prelievo nell'anno successivo, avvenuta a partire dalla fine del 1998 per effetto dell'articolo 1 del decreto-legge n. 378 del 2 novembre 1998. La parziale restituzione riguardò la sola somma versata, senza l'attribuzione di interessi. Secondo alcuni analisti finanziari, l'effetto di questa misura sarebbe stato neutralizzato dalla contestuale introduzione di altre imposte:
- l'imposta addizionale Irpef introdotta con effetto 1º gennaio 1998 dall'articolo 50 del decreto legislativo n. 446 del 15 dicembre 1997;
- un'ulteriore imposta addizionale introdotta con effetto 1º gennaio 1999 dall'articolo 1 del decreto legislativo n. 360 del 28 settembre 1998.